# River Allen (South Tyne)
Der River Allen ist ein 7,8 km langer Fluss in Northumberland im Norden von England. 

## Flusslauf
Der River Allen fließt in den nördlichen Pennines. Er entsteht am Zusammenfluss von River East Allen und River West Allen. Er fließt in nördlicher Richtung bis zu seiner Mündung in den River South Tyne, knapp 4 km westlich von Haydon Bridge. Kurz vor der Mündung befindet sich am Flusslauf Allen Banks & Staward Gorge, ein Besitz des National Trust.